# Yamandú Orsi
Yamandú Orsi (født 13. juni 1967 i Canelones, Uruguay ) er en uruguayansk politiker, der efter have vundet valget 27. oktober 2024, overtager præsidentposten i Uruguay 1. marts 2025.